# 북연
북연(北燕, 407년 ~ 436년)은 중국 오호 십육국 시대 때 고구려의 귀족 출신인 고운이 후연을 멸망시키고 건국한 국가이다.

## 건국과 멸망
선비족들이 건국한 후연의 마지막 황제였던 모용희는 폭군이었다. 407년에 모용희의 황후가 사망하자 모용희는 신하들에게 큰 소리로 곡하도록 명령하고 소리가 크지 않은 자들을 처벌했다. 이 사건이 발단이 되어 한족 출신의 신하 풍발은 모용보의 양자 모용운을 설득하여 반란을 일으켰다. 모용희는 폐위되었으며, 수도 용성을 공격하다가 붙잡혀 처형되었다. 모용운은 천왕에 즉위하여 성을 본래의 성인 고씨로 고치고 국호인 연은 그대로 유지하였다. 그러나 역사가들은 모용씨의 연나라를 후연, 고운의 연나라를 북연으로 구분하고 있다. 일부 학자는 고운의 재위까지를 후연으로 보기도 한다.
후연 시기에 연나라는 고구려와 오랫동안 전쟁을 벌이고 있었다. 그러나 고운이 즉위하자 고구려 광개토대왕은 408년에 사신을 보내 종족의 예를 베풀었으며 고운 역시 이에 화답하여 북연과 고구려는 화친하였다.
고운은 친한 측근인 이반(離班)과 도인(桃仁)에게 강한 권력을 갖게 하였는데 이반과 도인은 거기에 만족하지 못하고 오히려 더 이상 더 큰 권력을 주지 않는 고운을 원망하여 그들이 직접 군주가 되려고 409년에 궁전 안의 정원을 거닐던 고운을 공격해 암살하였다.
풍발은 고운이 암살된 뒤 일어난 혼란을 평정했고 이반과 도인을 주살했으며 스스로 고운의 뒤를 이어 황제로 즉위하였다. 풍발은 정치에 힘써 국내를 안정시키는 한편 고구려와는 계속 화친하고 화북의 강자로 등장한 북위와 대립하였다. 이 북위와의 대립은 풍발이 살아 있을 때만 해도 서로 대등한 양상이었으나 풍발이 죽자 북위가 점차 우세해지게 된다. 풍발의 태자와 풍발의 동생인 풍홍이 황제 자리를 놓고 다투게 되어 북연이 혼란에 빠진 것이다. 결국 풍홍이 승리하여 태자를 죽이고 황제로 즉위하였다. 그러나 이러한 북연의 내전은 조정을 혼란과 동요에 빠트려 국가의 위기로 이어졌으며 한편으론 북위의 침입을 쉽게 만들어준 결과를 낳았다.
내전 이후 북연은 북위의 압박을 받아 나라가 위태로운 상황이 되자 풍홍은 435년에 고구려에 사신을 보내 만약의 사태가 벌어지면 고구려로 망명하여 재기를 도모할 것을 요청하였다. 결국 풍홍이 예측한 대로 436년에 북위가 침공하여 백랑성(白狼城)이 함락되고 수도인 용성마저 함락될 위기에 처하자 풍홍은 고구려의 장수왕에게 망명을 요청하였으며, 이에 장수왕은 2만의 병력을 보내 북위군보다 먼저 용성에 도착해 풍홍과 그 백성들을 데려갔다. 고구려의 도움으로 가까스로 목숨을 부지한 풍홍은 요동성에 머물며 재기를 다짐했다. 그런데 자신의 처지를 생각도 하지 않고 오만불손한 태도로 장수왕을 함부로 대하였다. 이에 분노한 장수왕은 풍홍의 처자식들을 인질로 잡고 풍홍은 고구려의 외곽지역인 북풍(北豐)으로 강제 이송시킨다. 그러자 풍홍은 남조의 유송에 망명요청을 했다. 이에 응한 송나라가 사신 왕백구(王白駒)를 고구려로 보내 풍홍을 망명시킬 것을 요청하자 장수왕은 풍홍을 위험인물로 간주하여 438년에 그 가족들과 함께 모두 살해하였다. 이에 앞서 북위로 먼저 투항했던 풍홍의 아들들과 일부 풍씨 일족들은 살아남아서 북위에 귀순하였다.
그 후, 지금의 요녕성 조양시 북표시 서관영자(西官營子)에서 풍발의 동생이자 풍홍의 형으로 북연의 재상이었던 풍소불의 무덤이 발굴되었으나, 묘비명은 없다.

## 역대 천왕
| 대수  | 묘호             | 시호                          | 성명       | 연호                     | 재위기간      | 능호           |
| ----- | ---------------- | ----------------------------- | ---------- | ------------------------ | ------------- | -------------- |
| 제1대 | -                | 혜의황제 (惠懿皇帝)           | 고운(高雲) | 정시(正始) 407년 ~ 409년 | 407년 ~ 409년 | -              |
| -     | -                | 원황제 (元皇帝) (문성제 추숭) | 풍화(馮和) | -                        | -             | -              |
| -     | -                | 선황제 (宣皇帝) (문성제 추숭) | 풍안(馮安) | -                        | -             | -              |
| 제2대 | 연 태조 (燕太祖) | 문성황제 (文成皇帝)           | 풍발(馮跋) | 태평(太平) 409년 ~ 430년 | 409년 ~ 430년 | 장곡릉(長谷陵) |
| 제3대 | -                | 소성황제 (昭成皇帝)           | 풍홍(馮弘) | 태흥(太興) 431년 ~ 436년 | 430년 ~ 436년 | -              |

## 같이 보기
- 나라
  - 유연
  - 후연